# Oldfield Thomas
Oldfield Thomas, właśc. Michael Rogers Oldfield Thomas (ur. 21 lutego 1858 w Millbrook, Bedfordshire, zm. 16 czerwca 1929) – brytyjski zoolog. Zajmował się systematyzowaniem ssaków.

## Życiorys
Michael Rogers Thomas urodził się w Millbrook, w hrabstwie Bedfordshire we wschodniej Anglii. Panieńskie nazwisko matki – Oldfield – zaczęło z czasem pełnić funkcję imienia, i w świecie naukowym rozpoznawany jest jako Oldfield Thomas. Ojciec był duchownym w Hillingdon (Middlesex) i – ze względu na czasowe pełnienie przez niego funkcji archidiakona Cape Town – młody Michael spędził część swojego dzieciństwa w Południowej Afryce. Tam zbierał pierwsze okazy owadów i tam zaczął odkrywać swoją życiową pasję. Po powrocie do Wielkiej Brytanii w 1876 roku zatrudnił się jako urzędnik w Muzeum Brytyjskim w Londynie. Po dwóch latach przeniósł się do działu zoologicznego i pracował jako asystent szefa działu – dr Alberta Günthera. Thomas miał otrzymać przeniesienie z administracji do pracy merytorycznej. Zainteresował się szkarłupniami, ale od dr. Günthera otrzymał polecenie, by zajmował się systematyką ssaków. W muzeum pracował do czasu przejścia na emeryturę w 1923 roku.
W 1891 roku Thomas poślubił dziedziczkę, córkę wybitnego lekarza – sir Andrew Clarka. Zamożność pomogła Thomasowi w rozwijaniu pasji zoologicznej. Finansował zbieranie licznych okazów ssaków z całego świata. Zatrudniał w tym celu osobistych pracowników. Dzięki temu jako pierwszy opisał ponad 2000 nowych gatunków ssaków, napisał ponad 1000 książek, katalogów i pism. Został jednym z największych ekspertów w zakresie teriologii. Gdy w 1928 roku zmarła ukochana żona, Thomas stracił wolę życia. 16 czerwca 1929 popełnił samobójstwo.

## Systematyka
Oldfield Thomas jest autorem kilku tysięcy naukowych nazw gatunków i rodzajów ssaków. W systematyce zoologicznej można napotkać wiele epitetów gatunkowych thomasi, a także nazwy rodzajowe Oldfieldthomasia i Thomasomys. Są one eponimami mającym na celu upamiętnienie Oldfielda Thomasa:
- Aeromys thomasi (Hose, 1900)
- Aethomys thomasi (de Winton, 1897)
- Cercophitecus thomasi Matschie, 1905 (synonim Allochrocebus lhoesti (Sclater, 1899))
- Cheirogaleus thomasi (Forsyth Major, 1894)
- Cryptotis thomasi (Merriam, 1897)
- Eptesicus brasiliensis thomasi Davis, 1966
- Felis nigripes thomasi Shortridge, 1931
- Galagoides thomasi (Elliot, 1907)
- Heterohyrax brucei thomasi (Neumann, 1901)
- Hsunycteris thomasi (J.A. Allen, 1904)
- Kobus kob thomasi (Sclater, 1896)
- Lagothrix thomasi Elliot, 1909 (= Lagothrix lagothricha tschudii Pucheran, 1857)
- Leopardus pajeros thomasi (Lönnberg, 1913)
- Lophiomys thomasi Heller, 1912 (= Lophiomys imhausi Milne-Edwards, 1867)
- Lyncodon patagonicus thomasi Cabrera, 1928
- Madoqua kirkii thomasi (Neumann, 1905)
- Megadontomys thomasi (Merriam, 1898)
- Microgale thomasi Major, 1896
- Microtus thomasi Barrett-Hamilton, 1903
- Mimetillus moloneyi thomasi Hinton, 1920
- Ochotona thomasi Argyropulo, 1948
- Odocoileus virginianus thomasi Merriam, 1898
- Oldfieldthomasia Ameghino, 1901
- Otomys thomasi Osgood, 1910
- Petaurista leucogenys thomasi Kuroda & Mori, 1923 (= Petaurista leucogenys hintoni Mori, 1923)
- Phyllomys thomasi (Ihering, 1871)
- Presbytis thomasi (Collett, 1893)
- Rheomys thomasi Dickey, 1928
- Rhinolophus thomasi Andersen, 1905
- Saguinus labiatus thomasi (Goeldi, 1907)
- Salpingotus thomasi Vinogradov, 1928
- Sciurus variegatoides thomasi Nelson, 1899
- Sturnira thomasi de la Torre & Schwartz, 1966
- Tadarida aegyptiaca thomasi Wroughton, 1919
- Thomasomys Coues, 1884
- Uroderma bilobatum thomasi K. Andersen, 1906
- Ursus ornatus thomasi Hornday, 1911 (= Tremarctos ornatus F.G. Cuvier, 1825)
- Zygodontomys thomasi J.A. Allen, 1901 (= Zygodontomys brevicauda J.A. Allen & Chapman, 1893)